# Simon Biwott
Simon Biwott (Eldoret, 3 maart 1970) is een Keniaanse voormalige langeafstandsloper.

## Loopbaan
Biwott begon op zijn 27ste met hardlopen. In 2008 won hij de marathon van Mexico-Stad in 2:16.48. Een jaar later werd hij negende op marathon tijdens de wereldkampioenschappen in Sevilla met een tijd van 2:16.20.
Hij won de marathon van Berlijn in 2000 en veroverde de zilveren medaille op de marathon tijdens de WK van 2001 in Edmonton. Een jaar later won hij de marathon van Rotterdam. Zijn persoonlijke record liep hij op de marathon van Berlijn in 2002: 2:06.49.
Door een hardnekkige blessure moest Simon Biwott in 2004 een punt zetten achter zijn carrière en startte hij een privéschool in zijn geboorteplaats. Hij liep hierna nog enkele marathons, maar van een stuk lager niveau dan in zijn hoogtijdagen.

## Persoonlijke records
| Onderdeel      | Prestatie | Datum             | Plaats    |
| -------------- | --------- | ----------------- | --------- |
| halve marathon | 1:01.27   | 14 maart 1999     | Monterrey |
| 30 km          | 1:30.42   | 21 april 2002     | Rotterdam |
| marathon       | 2:06.49   | 29 september 2002 | Berlijn   |

## Palmares

### 10 km
- 1999:  Eldoret - 28.33

### halve marathon
- 1999:  halve marathon van Monterrey - 1:01.27
- 1999: 15e halve marathon van Lissabon - 1:01.42 (downhill)
- 2002:  halve marathon van Rio de Janeiro - 1:04.14
- 2002: 15e halve marathon van Lissabon - 1:01.42
- 2004: 5e halve marathon van San Bartolomeo in Bosco - 1:05.17
- 2004: 5e halve marathon van Ferrara - 1:05.21
- 2004: 4e halve marathon van Piacenza - 1:06.26
- 2004: 6e halve marathon van Baltimore - 1:06.47
- 2004:  marathon van Memphis - 1:05.44

### marathon
- 1998: 5e marathon van Rome - 2:12.14
- 1998:  marathon van Mexico-Stad - 2:16.48
- 1998:  marathon van Cancun - 2:13.19
- 1999:  marathon van Rotterdam - 2:07.41
- 1999: 8e New York City Marathon - 2:11.25
- 1999: 9e WK - 2:16.20
- 2000: 8e halve marathon van Lissabon - 1:03.41
- 2000:  marathon van Berlijn - 2:07.42
- 2000:  marathon van Milaan - 2:09.00
- 2001:  marathon van Parijs - 2:09.40
- 2001:  WK - 2:12.43
- 2001: 9e marathon van Fukuoka - 2:12.47
- 2002:  marathon van Rotterdam - 2:08.39
- 2002:  marathon van Berlijn - 2:06.49
- 2003: 52e marathon van Otsu - 2:20.54
- 2004: 9e marathon van Mumbai - 2:19.09
- 2005: 43e marathon van Mumbai - 2:37.22
- 2006: 62e marathon van Nairobi - 2:23.32